# クリス・エイモン
クリストファー・アーサー・エイモン（Christopher Arthur Amon 、MBE、1943年7月20日 - 2016年8月3日）は、ニュージーランドの元レーシング・ドライバー。1966年ル・マン24時間レース優勝者。
一般にクリス・エイモン（Chris Amon ）として知られていた。

## 人物
農業を営んでいる家のもとに生まれる。
ニュージーランドでは、ブルース・マクラーレン、デニス・ハルムとともに、広く名を知られたレーサー。1966年のル・マン24時間レース優勝もマクラーレンと組んでのものだった。
F1では当時最年少記録でデビュー、「未来のチャンピオン候補」とまで呼ばれたにもかかわらず、F1グランプリでの勝利を挙げることはできなかった（非選手権レースでは優勝経験がある）。ポールポジション（PP）：5回、リーダーラップ（トップ走行での周回数）：183周は、いずれもF1未勝利ドライバー最多であり、「勝てそうで勝てなかったドライバー」の筆頭とも称され、のちに「最強の未勝利ドライバー」とも呼ばれた。
低迷期のフェラーリを支えたドライバーでもあり、当時のフェラーリのエンジニアであったマウロ・フォルギエリは、「自分が一緒に仕事をしたドライバーの中では、エイモンが一番速かった」と評している。（この「自分が一緒に仕事をしたドライバー」の中には、ジョン・サーティース、ニキ・ラウダ、ジャッキー・イクスが含まれている。）

## キャリア

### F1前・F1初期
ブルズの農家に生まれ、13歳より国内を中心にレース活動を開始。一定の活躍後、ローラのプライベーター使用だったレッグ・パーネルチームより誘いがかかり、1963年にF1デビュー。まだ19歳であり、当時の最年少記録として話題となったが、マシンの戦闘力は高いとは言えず入賞なしに終わる。
1963年第9戦メキシコグランプリより、ロータスのプライベーター使用であるレッグ・パーネルに移籍、翌1964年第2戦オランダグランプリで5位に入り、初入賞を記録。しかし、以後は苦戦を強いられ、同年の入賞は1回となった。
1965年・1966年にはチームを転々。1966年のル・マン24時間レースでは優勝を果たすも、F1ではそれぞれ3戦・2戦のみの参戦に留まり、入賞もできなかった。

### フェラーリ時代

#### 1967年
前年のル・マン優勝などを評価され、1967年にフェラーリのワークス・チームに移籍。ここで一気に才能を花開かせることとなる。
フェラーリチームとしての初戦となった第2戦モナコグランプリでは、予選14位から追い上げ3位入賞。シーズン当初はセカンドドライバー（エースはバンディーニ）の1人であったが、バンディーニの死、さらに、先輩格のルドヴィコ・スカルフィオッティ、マイク・パークスの相次ぐ離脱によって、チームのドライバーはエイモン1人となってしまった。しかし、その期待に応えるように連続入賞を重ねたことで、チームの信頼を得ることとなった。
最終的には4度の3位表彰台を含む、6度の入賞でランキング4位。「次世代のチャンピオン候補」との評価を得た。

#### 1968年

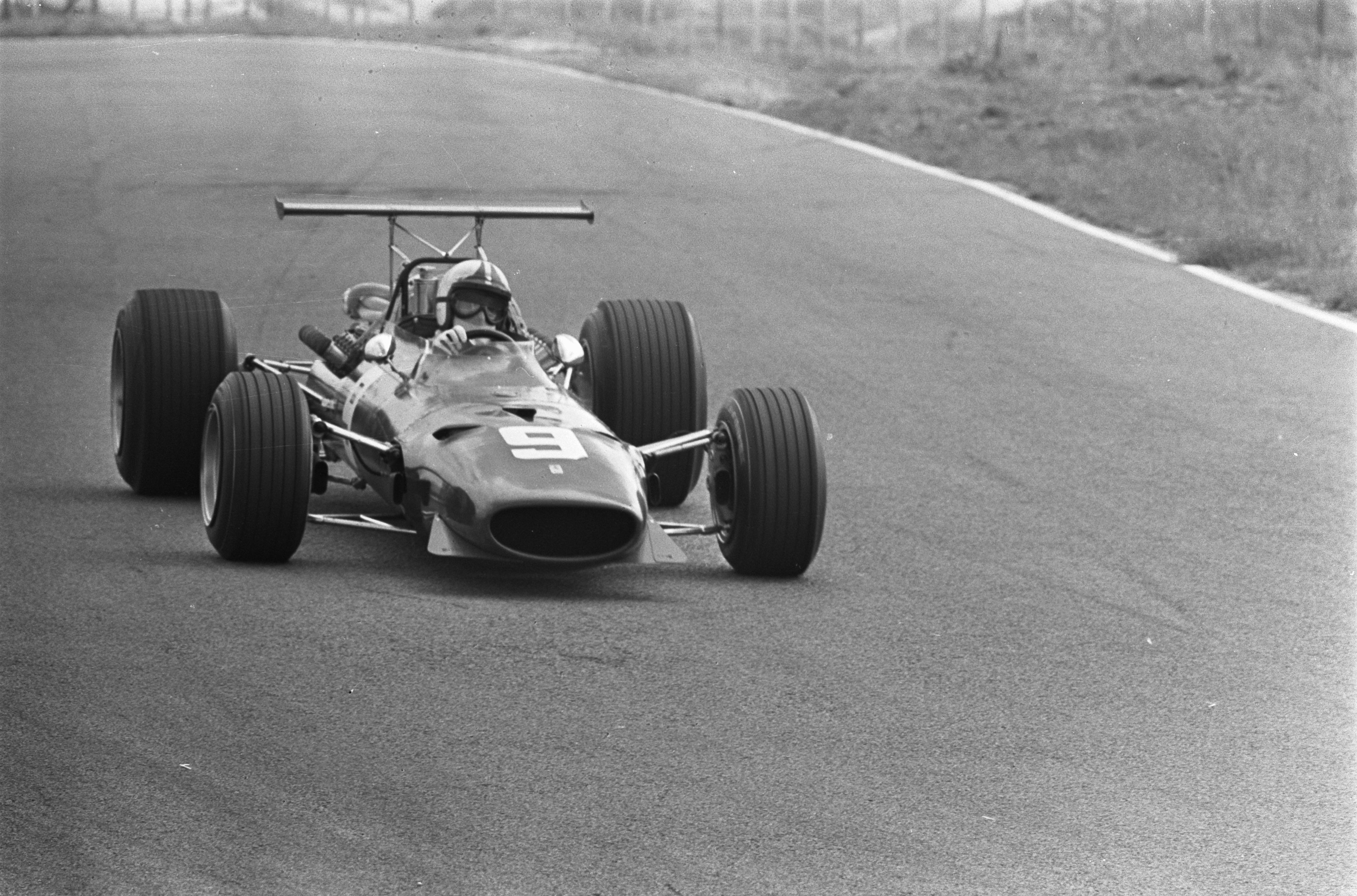
1968年オランダGP

1968年には、第2戦スペイングランプリで初のPPを獲得。スタートで後退した後、16周目に首位に返り咲くが、残り20周余りとなった58周目に、燃料ポンプのトラブルでリタイヤ。
第3戦モナコグランプリを欠場後、第4戦ベルギーグランプリ・第5戦オランダグランプリと連続PPを獲得、再び才能の片鱗を見せた。しかし、ベルギーグランプリでは2周目以降ジョン・サーティースに首位を奪われ、8周目にはラジエターのトラブルでリタイヤ。オランダグランプリでは、1周もリーダーラップを記録しないまま5位に終わっている。
その後も予選では2位・3位などの高位置につけるが、決勝ではリタイヤなどで結果を出せず、勝利に手が届かないレースが続いた。第7戦イギリスグランプリでは、予選3位から中盤よりジョー・シフェールの背後でレースを展開したが、そのまま抜けず2位でチェッカーを受けている。
予選では前年以上に飛躍したものの、決勝では2位・4位・6位各1回の3度の入賞に留まり、ランキングも10位に留まる。この年新たに加入したジャッキー・イクスが、安定した走りで1勝を挙げたのに対し、速さでは同等・もしくはそれを上回る場面を見せながら、対照的な成績しか残せなかった。

#### 1969年

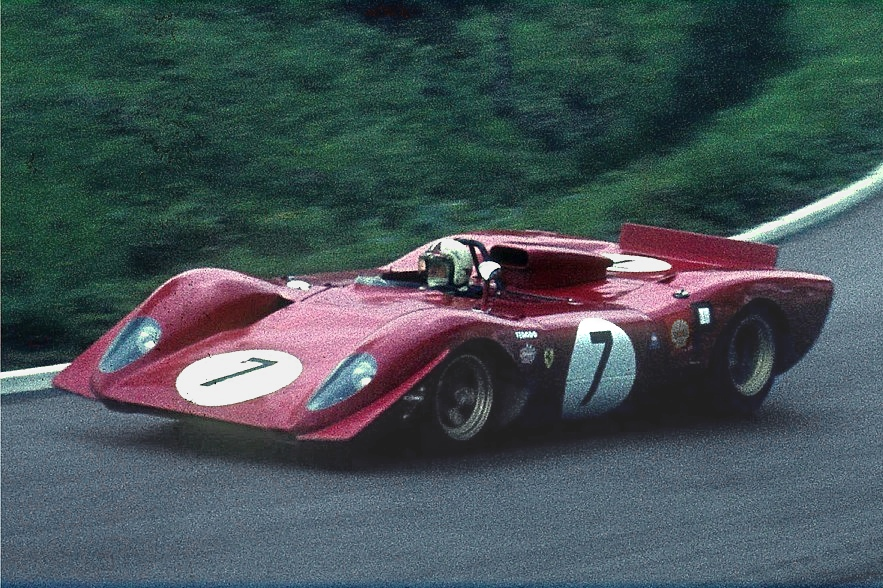
1969年のニュルブルクリンク1000kmでフェラーリ・312Pをドライブするエイモン

1969年もフェラーリから参戦。この時期フェラーリは資金難であり、1969年はエイモン1台のみのエントリーであった。第2戦スペイングランプリでは、ヨッヘン・リントのリタイヤ後に首位に立ち、2位のジャッキー・スチュワートを約40秒突き放し独走。しかし残り24周となった57周目、エンジンが壊れストップ、またも初優勝はお預けとなった。
この年はフェラーリV型12気筒エンジンの信頼性が低く、6戦中5戦リタイヤという成績であった。ランキングは3位1回による4ポイントで最終的に12位と更に低迷した。チームは1970年から新しい水平対向12気筒エンジンで臨むことになっていたが、エイモンはテストでトラブルが頻発する新しいエンジンに嫌気がさし、これ以上フェラーリチームに残ることを選ばず、移籍先を探すことになった。
またこの年は、タスマン・チャンピオンシップ（V6タスマンディーノ）に参戦し、4勝でチャンピオンを獲得している。

### マーチ時代

#### 1970年
1970年はマーチワークスから参戦。チームは異なるが、前年の世界チャンピオンであるジャッキー・スチュワートと同じマシンに乗ることになった。
第4戦ベルギーグランプリではペドロ・ロドリゲスとトップ争いを展開、初のファステストラップ（FL）を記録するが、5周目以降は前に立てず、約1秒差の2位でフィニッシュ。これを含め、2位2回・3位1回・4位1回・5位2回の成績で、ランキングは7位。この年も初優勝は適わなかった。
マーチチーム在籍時には、ギャラの不払いもありチームとの関係は良好ではなく、結局マックス・モズレー、ロビン・ハードのチームからは1年で離れることとなった。

### マトラ時代

#### 1971年

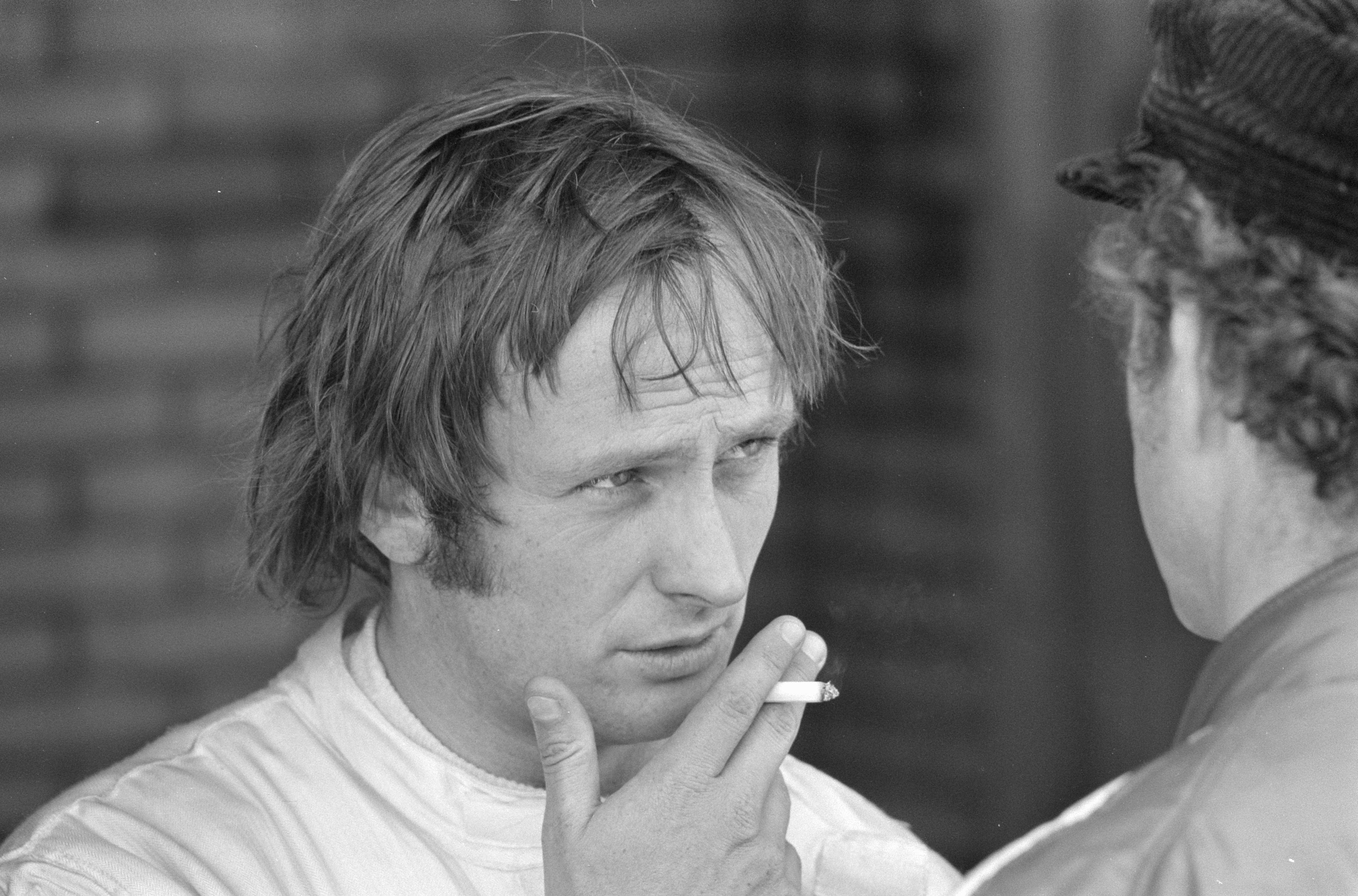
マトラ時代（1971年）

1971年よりマトラに移籍し、非選手権レースのアルゼンチングランプリで優勝を決める。しかし、シーズン開始後は調子が上がらず、スペイングランプリの3位が最高であり、ドイツグランプリでは大きな事故に合い、ケガで次戦を欠場することになった。
第9戦イタリアグランプリでは3年ぶりとなるPPを獲得。決勝では6台による激しいトップ争いの末、エイモンが頭一つ抜け出すが、ヘルメットのシールドが外れるという信じがたい悲運に見舞われ、6位に終わっている。
シーズンを終われば、入賞は3位1回・5位2回・6位1回の計4度であり、ランキングも9位と低迷した。

#### 1972年

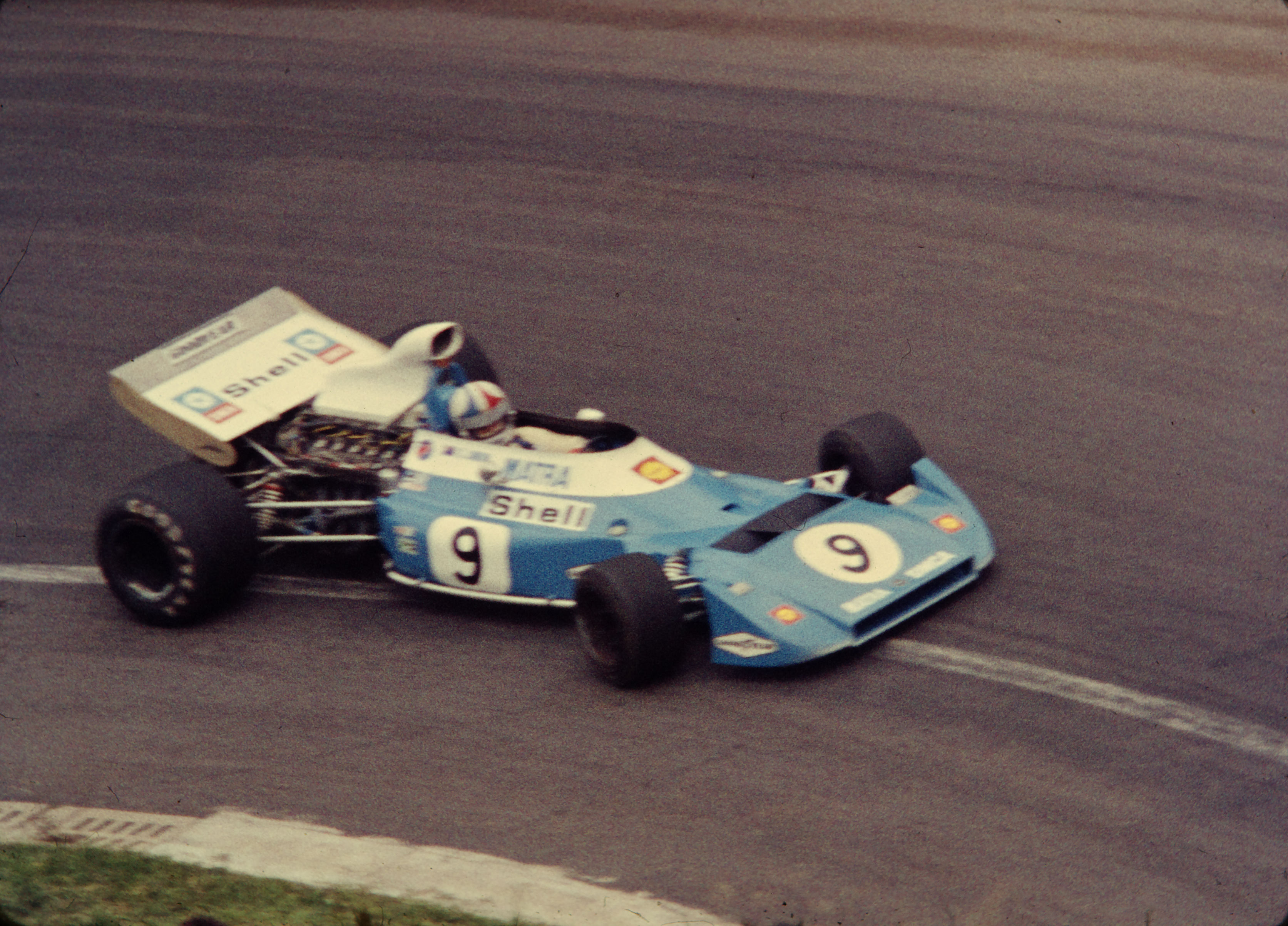
1972年フランスGPにて

1972年もマトラに残留し、第5戦ベルギーグランプリ終了時で2度の6位・1FLを記録。続く第6戦フランスグランプリにてPPを獲得、決勝でもスタートからトップを走るが、20周目にタイヤがパンク。その後、FLを出す走りで追い上げるが3位となり、またしても初優勝はならなかった。第10戦イタリアグランプリでは、予選2位からのスタートだったが、リタイアに終わっている。
この年の最終成績は、3位1回・4位1回・5位1回・6位3回であり、ランキングは前年同様9位だった。

### 1973年以後

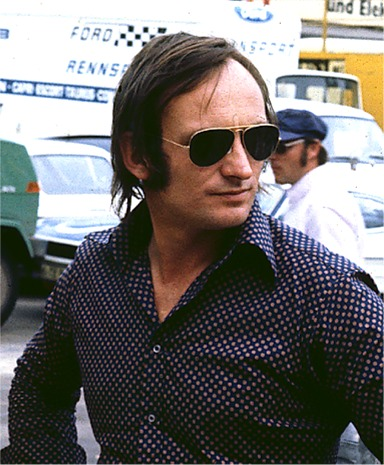
1973年ドイツGPにて

前年をもってマトラがF1を撤退、1973年は新興のテクノチームから参戦することとなった。テクノチームは、1973年はマルティニからの強力なスポンサードも得て、期待できるチームであった。しかし、一向にマシンが仕上がらず、シーズンが始まってもレースに参戦することができなかった。
フェラーリチームはエイモンにスペイングランプリのスポット参戦をオファーしたが、スポンサーのマルティーニがエイモンをフェラーリにとられることを恐れて反対したために実現しなかった。ベルギーグランプリからようやく1973年シーズンへ参戦することができたが、期待外れのマシンであり、シーズン途中でテクノチームを離れてしまった。
1974年にチーム「エイモン」を設立した。オーナー兼ドライバーとして参戦するが、マシンは独特な構造があだとなり戦闘力と信頼性に欠けたものであった。参戦した4戦中リタイヤ1回・DNS（予選は通過したが決勝を未走行）1回・予選落ち2回と、一度も完走出来なかった。資金も底を突き、第13戦イタリアグランプリをもって撤退、終盤2戦はBRMから参戦するも、最高位9位に終わった。
なお、フェラーリは依然エイモンを高く評価していて、1974年のドライバーとして彼を再度起用するというプランもあったが、結局実現しなかった。

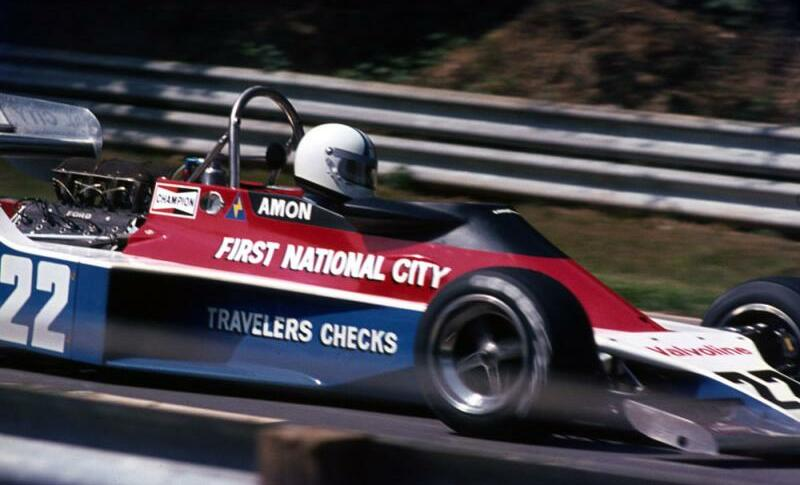
エンサイン時代（1976年イギリスGP）

1975年はエンサインから2戦に出走したが、どちらも決勝は12位。1976年も引き続きエンサインから参戦し、第4戦スペイングランプリでは5位入賞。3年ぶりのポイント獲得となった。また、第7戦スウェーデングランプリで予選3位、第9戦イギリスグランプリで予選6位につけるなど、下位チームながら時折存在をアピールしていた。
しかし、第10戦ドイツグランプリにおけるニキ・ラウダの事故に衝撃を受け、チームを離脱。第14戦カナダグランプリでは、ウィリアムズから1戦のみ復帰し予選を通過したが、決勝は走行しなかった。
1977年はF1に乗ることは辞め、Can-Amレースにウルフチームより参戦することにしたが、1戦したのみで引退してしまった。
この年、エンツォ・フェラーリよりラウダの次のドライバーは誰が良いかという相談をされ、ジル・ヴィルヌーブを支持した。エイモンはCan-Amレースでヴィルヌーブの才能を知っていたからである。
引退後は母国に帰国し、家業の農業を継いでいた。引退後、2003年のダンロップ・タルガ・ニュージーランドに一度だけ出場したことがある。
2016年8月3日に死去。73歳没。

## 補足
- 1966年10月9日に富士スピードウェイで行われた「日本インディ200マイルレース」出場のため来日している[6]。
- 1980年代にF1参戦したフランス人選手フィリップ・アリオーは少年時代エイモンのレースを見て憧れ、自身のキャリア開始時にヘルメットのカラーデザインをエイモンのヘルメット・デザインと似るように自分で考えて塗ったと述べている[7]。

## レース戦績

### フォーミュラ1
| 年     | 所属チーム                 | シャシー  | 1       | 2       | 3       | 4       | 5       | 6       | 7       | 8       | 9       | 10      | 11      | 12      | 13      | 14      | 15      | 16  | WDC  | ポイント |
| ------ | -------------------------- | --------- | ------- | ------- | ------- | ------- | ------- | ------- | ------- | ------- | ------- | ------- | ------- | ------- | ------- | ------- | ------- | --- | ---- | -------- |
| 1963年 | ローラ／レグ・パーネル     | Mk4A      | MON DNS | BEL Ret | NED Ret | FRA 7   | GBR 7   | GER Ret | ITA DNS | USA     |         |         |         |         |         |         |         |     | NC   | 0        |
| 1963年 | ロータス／レグ・パーネル   | 24        |         |         |         |         |         |         |         |         | MEX Ret | RSA     |         |         |         |         |         |     | NC   | 0        |
| 1964年 | ロータス／レグ・パーネル   | 25        | MON DNQ | NED 5   | BEL Ret | FRA 10  | GBR Ret | GER Ret | AUT Ret | ITA     | USA Ret | MEX Ret |         |         |         |         |         |     | 16位 | 2        |
| 1965年 | ロータス／レグ・パーネル   | 25        | RSA     | MON     | BEL     | FRA Ret |         |         | GER Ret | ITA     | USA     | MEX     |         |         |         |         |         |     | NC   | 0        |
| 1965年 | ブラバム／イアン・ラビー   | BT3       |         |         |         |         | GBR DNS | NED     |         |         |         |         |         |         |         |         |         |     | NC   | 0        |
| 1966年 | クーパー                   | T81       | MON     | BEL     | FRA 8   | GBR     | NED     | GER     |         |         |         |         |         |         |         |         |         |     | NC   | 0        |
| 1966年 | ブラバム／クリス・エイモン | BT11      |         |         |         |         |         |         | ITA DNQ | USA     | MEX     |         |         |         |         |         |         |     | NC   | 0        |
| 1967年 | フェラーリ                 | 312/67    | RSA     | MON 3   | NED 4   | BEL 3   | FRA Ret | GBR 3   | GER 3   | CAN 6   | ITA 7   | USA Ret | MEX 9   |         |         |         |         |     | 4位  | 20       |
| 1968年 | フェラーリ                 | 312/67    | RSA 4   |         |         |         |         |         |         |         |         |         |         |         |         |         |         |     | 10位 | 10       |
| 1968年 | フェラーリ                 | 312/67/68 |         | ESP Ret | MON     | BEL Ret |         |         |         |         |         |         |         |         |         |         |         |     | 10位 | 10       |
| 1968年 | フェラーリ                 | 312/68    |         |         |         |         | NED 6   | FRA 10  | GBR 2   | GER Ret | ITA Ret | CAN Ret | USA Ret | MEX Ret |         |         |         |     | 10位 | 10       |
| 1969年 | フェラーリ                 | 312/69    | RSA Ret | ESP Ret | MON Ret | NED 3   | FRA Ret | GBR Ret | GER     | ITA     | CAN     | USA     | MEX     |         |         |         |         |     | 12位 | 4        |
| 1970年 | マーチ                     | 701       | RSA Ret | ESP Ret | MON Ret | BEL 2   | NED Ret | FRA 2   | GBR 5   | GER Ret | AUT 8   | ITA 7   | CAN 3   | USA 5   | MEX 4   |         |         |     | 8位  | 23       |
| 1971年 | マトラ                     | MS120B    | RSA 5   | ESP 3   | MON Ret | NED Ret | FRA 5   | GBR Ret | GER Ret | AUT     | ITA 6   | CAN 10  | USA 12  |         |         |         |         |     | 11位 | 9        |
| 1972年 | マトラ                     | MS120C    | ARG DNS | RSA 15  | ESP Ret | MON 6   | BEL 6   |         | GBR 4   |         |         |         |         |         |         |         |         |     | 10位 | 12       |
| 1972年 | マトラ                     | MS120D    |         |         |         |         |         | FRA 3   |         | GER 15  | AUT 5   | ITA Ret | CAN 6   | USA 15  |         |         |         |     | 10位 | 12       |
| 1973年 | マルティーニ (テクノ)      | PA123B    | ARG     | BRA     | RSA     | ESP     | BEL 6   | MON Ret | SWE     | FRA     | GBR Ret | NED Ret | GER     | AUT DNS | ITA     |         |         |     | 21位 | 1        |
| 1973年 | ティレル                   | 005       |         |         |         |         |         |         |         |         |         |         |         |         |         | CAN 10  | USA DNS |     | 21位 | 1        |
| 1974年 | エイモン                   | AF101     | ARG     | BRA     | RSA     | ESP Ret | BEL     | MON DNS | SWE     | NED     | FRA     | GBR     | GER DNQ | AUT     | ITA DNQ |         |         |     | NC   | 0        |
| 1974年 | BRM                        | P201      |         |         |         |         |         |         |         |         |         |         |         |         |         | CAN NC  | USA 9   |     | NC   | 0        |
| 1975年 | エンサイン                 | N175      | ARG     | BRA     | RSA     | ESP     | MON     | BEL     | SWE     | NED     | FRA     | GBR     | GER     | AUT 12  | ITA 12  | USA     |         |     | NC   | 0        |
| 1976年 | エンサイン                 | N174      | BRA     | RSA 14  | USW 8   | ESP 5   |         |         |         |         |         |         |         |         |         |         |         |     | 18位 | 2        |
| 1976年 | エンサイン                 | N176      |         |         |         |         | BEL Ret | MON 13  | SWE Ret | FRA     | GBR Ret | GER Ret | AUT     | NED     | ITA     |         |         |     | 18位 | 2        |
| 1976年 | ウィリアムズ／ウルフ       | FW05      |         |         |         |         |         |         |         |         |         |         |         |         |         | CAN DNS | USA     | JPN | 18位 | 2        |

- 太字はポールポジション、斜字はファステストラップ。(key)

### ル・マン24時間レース
| 年      | チーム                          | コ・ドライバー                 | 使用車両                              | クラス  | 周回 | 総合順位 | クラス順位 |
| ------- | ------------------------------- | ------------------------------ | ------------------------------------- | ------- | ---- | -------- | ---------- |
| 1964年  | ブリッグス・S.・カニンガム      | ヨッヘン・ニアパッシュ         | シェルビー・コブラ・デイトナ-フォード | GT +3.0 | 131  | DSQ      | DSQ        |
| 1965年  | シェルビー・アメリカン Inc.     | フィル・ヒル                   | フォード・GT40 Mk.II                  | P +5.0  | 89   | DNF      | DNF        |
| 1966年  | シェルビー・アメリカン Inc.     | ブルース・マクラーレン         | フォード・GT40 Mk.II                  | P +5.0  | 360  | 1位      | 1位        |
| 1967年  | SEFAC フェラーリ SpA            | ニノ・ヴァッカレラ             | フェラーリ・330 P3 スパイダー         | P +5.0  | 105  | DNF      | DNF        |
| 1969年  | SEFAC フェラーリ SpA            | ピーター・シェッティ           | フェラーリ・312P クーペ               | P 3.0   | 0    | DNF      | DNF        |
| 1971年  | エクィップ マトラ-シムカ        | ジャン＝ピエール・ベルトワーズ | マトラ-シムカ・MS660                  | P 3.0   |      | DNF      | DNF        |
| 1972年  | エクィップ マトラ-シムカ シェル | ジャン＝ピエール・ベルトワーズ | マトラ-シムカ・MS670                  | S 3.0   | 1    | DNF      | DNF        |
| 1973年  | BMW モータースポーツ            | ハンス＝ヨアヒム・スタック     | BMW・3.0CSL                           | T 5.0   | 160  | DNF      | DNF        |
| Source: |                                 |                                |                                       |         |      |          |            |